# تاثیر هوش مصنوعی بر آینده
هوش مصنوعی (AI) به عنوان یکی از سریع‌ترین و پرتحول‌ترین حوزه‌های فناوری در عصر حاضر، در حال تغییر دادن نحوه زندگی، کار و تعامل انسان‌ها است. در حالی که هوش مصنوعی به‌طور سنتی به عنوان یک ابزار برای اتوماسیون و بهبود کارایی در نظر گرفته می‌شد، امروزه به یک عامل کلیدی در نوآوری و پیشرفت در صنایع مختلف تبدیل شده است. از خودران‌ها تا دستیارهای مجازی، AI نه تنها به تغییرات تکنولوژیکی، بلکه به تحولات اجتماعی و اقتصادی نیز کمک می‌کند. با این حال، این فناوری همچنین چالش‌ها و سوالات اخلاقی متعددی را به همراه دارد که نیاز به بررسی و مدیریت دارد.

## ۱. پیشرفت‌های هوش مصنوعی
هوش مصنوعی (AI) در چند دهه اخیر پیشرفت‌های شگرفی را تجربه کرده است. یکی از مهم‌ترین جنبه‌های این پیشرفت، توسعه الگوریتم‌های یادگیری ماشین است که به کامپیوترها این امکان را می‌دهد تا از داده‌ها یاد بگیرند و تصمیمات هوشمندانه‌تری بگیرند. به ویژه، یادگیری عمیق (Deep Learning) به عنوان یک شاخه فرعی از یادگیری ماشین، توانسته است در زمینه‌های مختلفی مانند پردازش تصویر، تشخیص گفتار و ترجمه خودکار انقلابی ایجاد کند. به عنوان مثال، مدل‌های پیچیده‌ای مانند GPT-3 و ChatGPT که توسط OpenAI توسعه یافته‌اند، توانایی تولید متن‌های طبیعی و پاسخ به سؤالات کاربران را دارند و به‌طور گسترده‌ای در حوزه‌های مختلف از جمله خدمات مشتری و تولید محتوا مورد استفاده قرار می‌گیرند. همچنین، در زمینه بازی‌های ویدیویی، الگوریتم‌هایی مانند AlphaGo توانسته‌اند بر بازی‌هایی همچون گو، که به دلیل پیچیدگی‌هایش برای هوش مصنوعی چالش‌برانگیز بوده، غلبه کنند و نشان دهند که AI می‌تواند در تصمیم‌گیری‌های استراتژیک نیز عملکردی فراتر از انسان‌ها داشته باشد. به‌طور کلی، پیشرفت‌های هوش مصنوعی به ما این امکان را می‌دهد که به سمت آینده‌ای هوشمندتر و کارآمدتر حرکت کنیم.

## ۲. تأثیرات بر مشاغل
یکی از بزرگ‌ترین چالش‌ها و فرصت‌ها در عصر هوش مصنوعی، تأثیر آن بر بازار کار است. در حالی که هوش مصنوعی می‌تواند به اتوماسیون وظایف تکراری و خسته‌کننده کمک کند، بسیاری از مشاغل نیز در خطر جایگزینی قرار دارند. به عنوان مثال، مشاغل در صنایع تولیدی و خدماتی که بر روی وظایف روتین تمرکز دارند، بیشتر در معرض خطر هستند. با این حال، هوش مصنوعی همچنین می‌تواند مشاغل جدیدی را ایجاد کند که به مهارت‌های فنی و تحلیلی نیاز دارند. به همین دلیل، نیاز به آموزش و توسعه مهارت‌های جدید در کارکنان به شدت احساس می‌شود. این تغییرات می‌تواند به افزایش بهره‌وری و کاهش هزینه‌ها منجر شود، اما در عین حال چالش‌های اجتماعی نیز به وجود می‌آورد، به ویژه در زمینه نابرابری اقتصادی و نیاز به تطابق با تغییرات سریع.

## ۳. تأثیرات اجتماعی و فرهنگی
تأثیر هوش مصنوعی به فراتر از حوزه‌های اقتصادی می‌رود و به تعاملات اجتماعی و فرهنگی ما نیز نفوذ می‌کند. ظهور فناوری‌های مبتنی بر AI، مانند دستیارهای صوتی و شبکه‌های اجتماعی هوشمند، نحوه برقراری ارتباط انسان‌ها را تغییر داده است. این فناوری‌ها می‌توانند به بهبود ارتباطات کمک کنند، اما همچنین می‌توانند به کاهش تعاملات انسانی و احساس تنهایی منجر شوند. از سوی دیگر، مسائل اخلاقی مرتبط با AI نیز نیاز به توجه دارند. تعصب الگوریتمی، حریم خصوصی و مسئولیت‌پذیری در استفاده از هوش مصنوعی چالش‌هایی هستند که جوامع باید به آن‌ها پاسخ دهند. در نتیجه، تأثیرات اجتماعی و فرهنگی هوش مصنوعی باید به دقت مورد بررسی قرار گیرد تا از منافع آن بهره‌مند شویم و آسیب‌های احتمالی را کاهش دهیم.

## ۴. تأثیر بر سلامت و بهداشت
هوش مصنوعی در حوزه سلامت و بهداشت نیز انقلابی به وجود آورده است. از الگوریتم‌های پیشرفته برای تشخیص زودهنگام بیماری‌ها تا ربات‌های جراحی و سیستم‌های هوشمند مدیریت بیمار، AI توانسته است به بهبود کیفیت خدمات پزشکی کمک کند. به‌عنوان مثال، سیستم‌های مبتنی بر AI می‌توانند تصاویر پزشکی را تحلیل کرده و به پزشکان در تشخیص بیماری‌هایی مانند سرطان کمک کنند. همچنین، هوش مصنوعی می‌تواند در پیش‌بینی شیوع بیماری‌ها و بهبود مراقبت‌های بهداشتی بسیار مؤثر باشد. با این حال، چالش‌های مربوط به حریم خصوصی و امنیت داده‌ها نیز نباید نادیده گرفته شوند، زیرا داده‌های حساس پزشکی باید با احتیاط و با رعایت حقوق بیماران مدیریت شوند.

## ۵. تأثیر بر اقتصاد
هوش مصنوعی می‌تواند تأثیرات عمیقی بر اقتصاد جهانی داشته باشد. با اتوماسیون فرایندها و افزایش بهره‌وری، AI می‌تواند به کاهش هزینه‌ها و افزایش تولید کمک کند. به‌علاوه، AI می‌تواند به نوآوری در صنایع مختلف منجر شود و فرصت‌های جدید اقتصادی را ایجاد کند. با این حال، این تغییرات همچنین می‌توانند به نابرابری اقتصادی و چالش‌های اجتماعی منجر شوند، به ویژه اگر دسترسی به فناوری‌های نوین محدود باشد؛ بنابراین، سیاست‌گذاران و دولت‌ها باید راهکارهای مناسبی برای مدیریت این تغییرات و تضمین استفاده عادلانه از فناوری‌های هوش مصنوعی ایجاد کنند.

### ۶. چشم‌انداز آینده
آینده هوش مصنوعی به شدت وابسته به پیشرفت‌های فناوری و نحوه مدیریت آن در جوامع است. پیش‌بینی می‌شود که AI به یک عنصر کلیدی در زندگی روزمره تبدیل شود و در زمینه‌های مختلفی مانند حمل و نقل، آموزش و سرگرمی تأثیرگذار باشد. به علاوه، با توسعه هوش مصنوعی عمومی (AGI)، چالش‌های جدیدی نیز به وجود خواهد آمد. سوالاتی دربارهٔ مسئولیت‌پذیری، حریم خصوصی و اخلاق در استفاده از این فناوری‌ها باید مورد بحث و بررسی قرار گیرد. به‌طور کلی، آینده‌ای که برای هوش مصنوعی ترسیم می‌شود می‌تواند بهبود کیفیت زندگی انسان‌ها را به همراه داشته باشد، اما برای دستیابی به این هدف، نیاز به همکاری و تعامل بین بخش‌های مختلف جامعه وجود دارد.